# Заручевье (Великоустюгский район)
Заручевье — деревня в Великоустюгском районе Вологодской области.
Входила в состав Нижнеерогодского сельского поселения, с точки зрения административно-территориального деления — в Нижнеерогодский сельсовет. До 2001 года входила в Луженгский сельсовет. В результате объединения Нижнеерогодского сельского поселения с Марденгским входит в состав Марденгского сельского поселения с административным центром в деревне Благовещенье.
Расстояние до районного центра Великого Устюга по автодороге — 36 км, до бывшего центра муниципального образования Лодейки по прямой — 8 км. Ближайшие населённые пункты — Царева Гора, Мякальская Слобода, Пупышево, Ленивица.
По переписи 2002 года население — 2 человека.